# Ибн Хазм
Абу́ Муха́ммад ‘Али́ ибн А́хмад аль-Андалуси́, сокращённо Ибн Хазм (араб. ابن حزم‎ 994, Кордова — 1064, Уэльва) — андалусский теолог, полемист, ересиограф и факих, представитель захиритского мазхаба, поэт и историк.

## Биография
Его полное имя: Абу Мухаммад ‘Али ибн Ахмад ибн Са‘ид ибн Хазм ибн Галиб ибн Салих ибн Халяф ибн Мад‘ан ибн Суфйан ибн Йазид аль-Фарси аль-Андалуси аль-Куртуби аль-Йазиди. Родился в Кордове в семье визиря халифа аль-Мансура. Принимал участие в политической жизни, поддерживал Омейядов в их борьбе с берберами, занимал пост визиря при Абдурахмане аль-Мустазхире (1023 г.) и Хишаме аль-Мутадде (1027 г.). Когда берберская партия брала верх, Ибн Хазм подвергался заключению и ссылке.
В конце 20-х годов Ибн Хазм сошёл с политической арены. Опасаясь преследований господствовавших в те времена в аль-Андалусе маликитов, он переселяется в 1029 году на остров Майорку. С 1047 года — жил в своём родном поместье на юго-западе страны, где и умер.

## Взгляды и наследие
Следуя традиции захиритов, Ибн Хазм настаивал на буквальном толковании священных текстов; в качестве основ фикха признавал лишь Коран и сунну (принятое им иджма было иджма сподвижников пророка Мухаммеда); отвергал такие методы правоведения, как кияс, ар-рай, истихсан, таалил (обоснование). Выступал против всех разновидностей калама, включая ашаритский, а также подвергал критике восточных перипатетиков и суфиев.
Ибн Хазм отвергал таклид, допуская следование лишь Пророку (что, по его мнению, не есть таклид) пытался легитимировать аристотелевскую логику, иллюстрируя её примерами правового и богословского характера.
Из трудов Ибн Хазма наибольшую известность получили доксографическое сочинение «Аль-Фисаль фи-ль-миляль уа-ль-ахва уа-н-нихаль» (араб. الفصل في الملل والأهواء والنحل‎), в котором он апологетически изложил проблемы теологии, разделявшие мусульман на многочисленные школы и толки, и правоведческое сочинение «Аль-Мухалля» (араб. المحلى‎).
Ибн Хазму принадлежит книга прозаических пассажей и поэтических зарисовок на темы любви под названием «Ожерелье голубки» (араб. طوق الحمامة‎) (рус. перевод — 1933).

## Ибн Хазм о форме Земли
Ибн Хазм привел аят: «Он покрывает (йукяввир) ночью день и покрывает (йукаввиру) днем ночь» (сура Аз-Зумар, 39:5). Слово «покрывает» (йукяввир) в данном аяте используется арабами для описания окутывания тюрбана на голове, поэтому они сделали из этого вывод, что земля шарообразная, как голова человека, вокруг которой он окутывает свой тюрбан. А вслед за этим сказал: 
«Вот доказательства того, что Земля — округлой формы. Обсудим некоторые аргументы против идеи о том, что Земля — круглая. Говорят: „Есть убедительные доказательства того, что Земля — круглая, но простой народ говорит иначе“. Наш ответ — и Аллах источник всей силы — ни один из выдающихся мусульманских ученых, которые достойны быть названными имамами или лидерами в знаниях (да будет доволен ими Аллах), не отрицали того, что Земля круглая, и нет ни одного предания от них, чтобы отрицать это. Напротив, доводы из Корана и Сунны говорят, что она — круглая».

## Публикации сочинений
- Ожерелье голубки. Пер. с араб. М. А. Салье под ред. И. Ю. Крачковского. М.: Издательство Восточной литературы, 1957.

## См.также
- Эстетические взгляды ибн Хазма